# José María de Ciebra
José María de Ciebra fue un guitarrista y compositor sevillano del siglo XIX. Después de realizar en Sevilla la carrera de Leyes, la abandonó para dedicarse a la guitarra, instrumento con el que llegó a ser un concertista afamado y de prestigio internacional. 

## Perfil
“Don José de Ciebra, natural de Sevilla y abogado, dejó su profesión de leyes por la guitarra. Bien instruido en la música y con una ejecución sorprendente, marchó a buscar su fortuna en París y Londres, en donde se encuentra en el presente (1859, año de publicación, o 1850, fecha límite preestablecida en el trabajo ), respetado de los profesores y admirado de los inteligente. Ejecuta en la guitarra con vigor admirable, con exquisito gusto y con suma limpieza; su género de música es lleno y armonioso, tiene particular acierto para la imitación y sus composiciones están bordadas de armónicos. Como repentista pocos le igualan, y en los golpes brillantes pocos le imitan. Con la misma facilidad toca en la guitarra de seis órdenes que en una de ocho, y sus composiciones son sumamente difíciles”
Soriano Fuertes, Historia de la música
"Realizó conciertos sin programa ni música escrita, es decir: al presentarse al público pedía seis clases de aires varios y por su orden improvisaba, con la particularidad de anunciar de antemano su aproximada duración…"'
Domingo Prat 

## Problemas económicos
Entre los años 1837 y 1838, estando Ciebra en París, Dionisio Aguado tuvo que prestarle dinero para mantenerse él, un sobrino suyo y un amigo, Don Francisco Giménez. Cuando Aguado murió, en 1849, Ciebra todavía no le había saldado la deuda contraída. Las condiciones económicas de Ciebra en esta etapa de su vida debieron ser bastante difíciles y en este sentido inciden otros documentos relativos a su actividad. Por ejemplo una polémica que tuvo con la casa real. Ciebra pedía que se le pagara por dos conciertos que había dado en Palacio con su sobrino; en principio parece que le van a pagar pero le dicen que no había ido a tocar por invitación de la reina sino para obtener un permiso que le gestionó el primer secretario. Finalmente se vuelve a Londres sin recibir nada.

## Como compositor
Escribió varias obras para guitarra así como una ópera. Todos estos trabajos han merecido severos juicios de la crítica contemporánea aunque las obras que dedicó a la guitarra tienen suficiente interés desde el punto de vista técnico y musical.
«En el extranjero había escrito una gran ópera que fracasó cuando se llevó a escena. Como compositor demostró ser muy mediocre. Bien es verdad que su música era original y bastante diferente de cualquier cosa de Giuliani o Mertz. También es cierto que sus piezas eran dulces y melodiosas en gran medida, más aún cuando era él mismo quien las interpretaba, pero el estilo era pobre y apropiado solamente para baile. La armonía era pálida e inconsistente; la tonalidad, aburrida hasta lo imposible: la armadura nunca pasaba de dos o tres sostenidos. Sin  embargo, con el ánimo de tener un repertorio variado que debería incluir ejemplos de estilos diferentes y tendencias diversas, aprendí dos de sus composiciones. Me divertía tocarlas; a todo el mundo casi sin excepción, y especialmente a las mujeres, les gustaban. Nunca podré olvidar el verdadero furor que causaron cuando las toqué en el barco durante mi viaje al extranjero en 1875 (?).»
Makaroff

### Única ópera
En 1853 estrenó en París una ópera que no obtuvo éxito, se titulaba La maravilla, y una crítica sobre esta ópera generalmente citada por la historiografía, aunque la fuente no ha sido localizada, y reproducida por Prat, indicaba lo siguiente: el libro (que también era de José María de Ciebra) pareció algo ridículo, pero no la música, que contenía una seria de motivos españoles a cual más encantador y original según refirieron los periódicos de la época “cantaron dicha ópera M.  Cáceres y las señoritas Elisa Larcas y Clotilde Semigir”.

### Obras para guitarra
La obra que Ciebra dedicó a la guitarra se caracteriza por su complejidad técnica, y quizá sean sus trabajos de los más virtuosos de la literatura guitarrística de la época. Ciebra publicó en Londres un método para guitarra que tuvo poco éxito en los ambientes musicales londinenses.
- Fantasía sobre una ópera La maravilla, probablemente la podríamos encontrar en el archivo de la artista María Luisa Anido.

- Gran fantasía para guitarra sola sobre un tema original compuesto y dedicado a Fernando de Cruz Cordero, por José María de Ciebra, op-23. Es un larghetto, un tema y sus variaciones. La tonalidad del primero se desarrolla en Mi menor y en Mi mayor el tema, en las variaciones cambia muy a menudo de tonalidad, recordando que es una fantasía. Se ve en ella una buena aplicación guitarrística.

- Fantasía sobre una canción inglesa We have lived and loved, obra que pertenece al escribano Luis Cordero. Está dedicado de esta manera: “Souvenir d'amitié, de… al Sr. Dr. Don Fernando Cruz Cordero. En la entretapa posterior de esta obra manuscrita puede leerse, escrito a làpiz y con letra del guitarrista argentino, lo siguiente: “Por conducto de los Irigoyenes me mandó a París desde Londres esta pieza el autor a fines de Oct. De 1851”. Por su parte, Cruz Cordero dedicó a Ciebra su divertimento n1 Walse Le Départ. Esta composición está en manuscrito por el propio autor. La obra está formada por introducción, moderato, tema – andante. 1º2º3º variaciones y allegro. Advierte bajar la 6ª cuerda a re y en este tono se desarrolla la obra, con excepción del allegro final que intercala doce compases en Si bemol mayor y doce en re menor, para concluir en el tono antes dicho. A través de esta obra se ve que el autor es un perfecto conocedor del instrumento: en su lugar correspondiente, se encuentran indicaciones como las siguientes :”rasgueado”, “trémolo”, “p. staccato como eco”,”molto staccato sin uñas”, “cerca del puente”, abundan los “glissé”, los ligados, los armónicos octavados en nota simple, como también formando parte del acorde de tres notas.

- Una obra para dúo de guitarras sin título. Menciona como autor a R. de Ciebra, al que la historiografía normalmente considera hermano del guitarrista, y guitarrista también, establecido en Londres durante la estancia de José María de Ciebra en dicha capital. No se sabe nada más de esta persona, pero tal vez fuera el sobrino al que hace referencia en los documentos citados en el Palacio Real y no su hermano.

- Fantasía del tipo tema con variaciones para guitarra afinada en Mi mayor, afinación adoptada con el único fin de simplificar la ejecución y hacerla asequible.

En la Bristish Library es donde se conservan todas sus obras editadas.

## Como intérprete
Tenía una manera muy particular de tocar, Makaroff describe con detalle estas particularidades:
«Ahora me gustaría decir un par de palabras más acerca de Ciebra como intérprete. Esto es algo mucho más inusual y remarcable. Como es costumbre entre casi todos los guitarristas españoles, Ciebra se había dejado crecer unas uñas muy largas en su mano derecha, la cual colocaba en posición oblicua mientras tocaba, no en posición perpendicular como hacen normalmente los guitarristas. Además, él realmente no pulsaba las cuerdas con la uña sino que simplemente apretaba con ellas la cuerda deslizándolas desde la cuerda hacia la guitarra. De esta manera, estaba capacitado en cierta medida para obtener de la guitarra sonidos profundos y suaves cuyo parangón yo nunca he oído en ningún otro intérprete . Ni siquiera en el gran Zani de Ferranti, que era conocido por la dulzura de su interpretación-. El vibrato, cuando lo realizaba Ciebra, era realmente divino-su guitarra, realmente, sollozaba, gemía, suspiraba-. Ciebra sólo mostraba estas extraordinarias cualidades en tempos como el largo, adagio, andante. En el momento en que tenía que tocar allegro o presto, el lado opuesto de la moneda se hacía evidente. Entonces le era imposible deslizar la uña desde la cuerda hacia la guitarra y, en cambio, se hacía necesario pulsar la cuerda (mediante enganche). Esto causaba un desagradable sonido metálico contrario a los aterciopelados tonos de sus maravillosos adagios. En una palabra: la interpretación de Ciebra podría dar a sus oyentes el mayor placer durante unos pocos días pero no durante más tiempo, ya que tanto su manera de tocar como sus composiciones se hacen molestas. Cuando volvía a casa desde Bruselas tuve noticia de que Ciebra había dado un concierto en una de las salas de Bruselas, pero no tuvo mucho éxito a pesar del numeroso público. Sentí verdaderamente oír eso porque yo le consideraba uno de los guitarristas de mayor talento de su tiempo”.

## Obras

### Música escénica
La maravilla, Óp. 1. J.M. de Ciebra, est. 4-vi-1853. Te. Italiano (París)

### Voz y acompañamiento
A Spanish Barquerola, V,  gui o p, GB-BL 

### Guitarra
- Grande fantaisie pour guitare seule sur unthème original, op.25 (París, Lafont, ca. 1850), GB:BL
- Fantaisie for the Spanish Guitar upon an Air in Auber's Opera “La Fiancée” (Londres, EA, 1839?) GB:BL
- Fantasía on a Popular English Air (citada por Bone);
- Fantasía para guitarra sobre la canción inglesa “We have lived and loved”, Ms. (citado por Prat)
- Fantasía sobre “La Maravilla”, Ms (citado por Prat)
- Fantasia (para guitarra afinada en Mi mayor), Londres, Cambridge University Library
- Dos guitarras: (sin título) (citado por Bone)